# Friedrich Entress
Friedrich Karl Herrmann Entress (* 8. Dezember 1914 in Posen; † 28. Mai 1947 in Landsberg am Lech (hingerichtet)) war ein deutsch-polnischer Lagerarzt in verschiedenen Konzentrations- und Vernichtungslagern und ein Kriegsverbrecher.

## Lagerarzt in Konzentrations- und Vernichtungslagern
Entress war der Sohn eines Angestellten der Universitätsbibliothek Posen. Er wurde nach dem Ersten Weltkrieg polnischer Staatsbürger. Sein Medizinstudium schloss er im Juni 1939 mit dem medizinischen Staatsexamen ab. Nach Beginn des Zweiten Weltkrieges schloss er sich im Oktober 1939 dem Selbstschutz Posen an. Er trat zum 4. November 1939 der Waffen-SS bei (SS-Nummer 353.124).
Sein Dienst als Lagerarzt begann am 3. Januar 1941 im KZ Groß-Rosen. Dort übte Entress die Tätigkeit des 1. Lagerarztes bis zum 10. Dezember 1941 aus. Aufgrund „kriegswichtiger Sonderaufgaben“, womit nichts anderes als Exekutionen gemeint sind, wurde er mit dem Kriegsverdienstkreuz II. Klasse mit Schwertern ausgezeichnet.
Von Dezember 1941 bis Februar 1943 war Entress Lagerarzt in Auschwitz I, von März bis Oktober 1943 in dieser Funktion im KZ Auschwitz III Monowitz. In Auschwitz erprobte Entress gemeinsam mit Hellmuth Vetter und Eduard Wirths im Auftrag des Konzerns I.G. Farben an Häftlingen die Verträglichkeit und Wirksamkeit neuer pharmazeutischer Präparate. In vielen Fällen wurden die Häftlinge für die Untersuchungen mit Krankheiten infiziert. Entress erhielt vermutlich im Mai 1942 von Enno Lolling den Befehl, unheilbar Geisteskranke, unheilbar Tuberkulöse und dauernd Arbeitsunfähige durch Injektionen zu töten. Ab Herbst 1942 wurden auch erkrankte Häftlinge getötet, die nicht binnen vier Wochen wieder gesund wurden.
Entress wurde 1942 aufgrund einer Verordnung betreffend der bevorzugten Behandlung von Personen aus den sogenannten Ostgebieten ohne Vorlage einer Dissertation zum Dr. med. promoviert. Bei der Waffen-SS wurde er zum 9. November 1943 zum SS-Hauptsturmführer befördert, seinem höchsten erreichten SS-Rang.
Vom 21. Oktober 1943 bis zum 25. Juli 1944 war Entress Standortarzt im KZ Mauthausen. Anfang August 1944 kehrte Entress zum KZ Groß-Rosen zurück, wo er wieder 1. Lagerarzt war. Von Januar 1945 bis zum Kriegsende diente er als Divisionsarzt der 9. SS-Panzer-Division „Hohenstaufen“ an der Front.

## Prozess und Verurteilung
1946 wurde gegen Entress im Mauthausen-Hauptprozess, einem der Dachauer Prozesse, vor einem amerikanischen Militärgericht verhandelt. Entress war im Zuge seiner Tätigkeit als Lagerarzt im KZ Mauthausen zwischen 1943 und 1944 angeklagt, gemeinsam mit dem Standortarzt Waldemar Wolter für die Selektion kranker Lagerinsassen zur Vergasung verantwortlich gewesen zu sein. Entress gab am 14. April 1947 eine eidesstattliche Erklärung (Dokument Nr. NO 2368, Office of Chief of Counsel for War Crimes) ab über die Selektionen der Häftlinge nach ihrer Ankunft in Auschwitz, über die Einrichtungen zur Vergasung der Häftlinge und die Tötungen mittels Injektionen.
Entress berief sich auf Befehlsnotstand und trat nicht als Zeuge in eigener Sache auf. Am 13. Mai 1946 wurde Entress für schuldig befunden und zusammen mit 57 Mitangeklagten zum Tode verurteilt. Nach Abweisung eines Gnadengesuches seiner Frau wurde er am 28. Mai 1947 im Kriegsverbrechergefängnis Landsberg gehängt.